# Gustav Blohm
Gustav Carl Eduard Blohm, meist in der Schreibweise Gustav C. E. Blohm (* 12. April 1869 in Lübeck; † 30. September 1943 in Hamburg) war ein deutscher Architekt, der überwiegend in Hamburg wirkte.

## Leben
Blohm machte eine Lehre als Zimmerer, studierte anschließend an der Höheren Gewerbeschule Chemnitz und dann an der Technischen Hochschule Stuttgart. Nach dem ersten Staatsexamen absolvierte den Vorbereitungsdienst und wurde nach dem bestandenen zweiten Staatsexamen zum Regierungsbaumeister (Assessor in der öffentlichen Bauverwaltung) ernannt; diesen Titel führte er auch nach seinem anscheinend frühen Ausscheiden aus dem Staatsdienst. 1900 wurde Blohm im Architekturbüro von Georg Thielen zum Einzelprokuristen ernannt. Nach dem Tod von Thielen im Jahr 1901 übernahm er das Büro und baute eine Vielzahl von Privathäusern und Villen sowie einige öffentliche Bauten. Er war Anfang der 1920er Jahre Mitglied im Architekten- und Ingenieurverein Hamburg, im Bund Deutscher Architekten (BDA) und später auch im Reichsverband bildender Künstler Deutschlands.

## Werk

### Bauten (Auswahl)
- 1901: Villa Auguststraße 2 / Schöne Aussicht 19 in Hamburg-Uhlenhorst (mit Georg Thielen; unter Denkmalschutz[3])
- 1904–1905: Einfamilienwohnhaus Willistraße 3 in Hamburg-Winterhude
- 1905–1906: Kontorhaus Cremon 11 in Hamburg-Altstadt
- 1906–1907: Bauleitung des Hotels Esplanade an der Esplanade in Hamburg (heute Casino Esplanade; Der Entwurf stammte von Otto Rehnig.)[4]
- 1907–1908: Villa Rondeel 39 (mit Auguste de Meuron; unter Denkmalschutz[5])
- 1909: Firgau-Lyzeum, Sierichstraße 53 in Hamburg-Winterhude (Entwurf und Ausführung)[6]
- 1912: Höhere Mädchenschule Lina Kreusler, Isestraße 146 in Hamburg-Harvestehude, später Heilwig-Schule (Entwurf und Ausführung)[6]
- 1912–1913: Siedlung Kroosweg, Kroosweg 22–32 (gerade Hausnummern) in Hamburg-Harburg (unter Denkmalschutz)[7]
- 1921: Fritz-Schumacher-Siedlung in Fuhlsbüttel, Doppelfamilienhäuser Immenhöven 25–55 (ungerade Hausnummern) (unter Denkmalschutz)[8]
- 1922–1923: Bahnhof Billbrook der Billwerder Industriebahn, Büro- und Wohngebäude, ehemaliges Betriebsgebäude Moorfleeter Straße 23 (unter Denkmalschutz)[9]
- 1929–1933: Siedlung Veddel, Am Gleise 1–5 und Passierzettel 1–11 in Hamburg-Veddel (mit Paul A. R. Frank; unter Denkmalschutz[10])

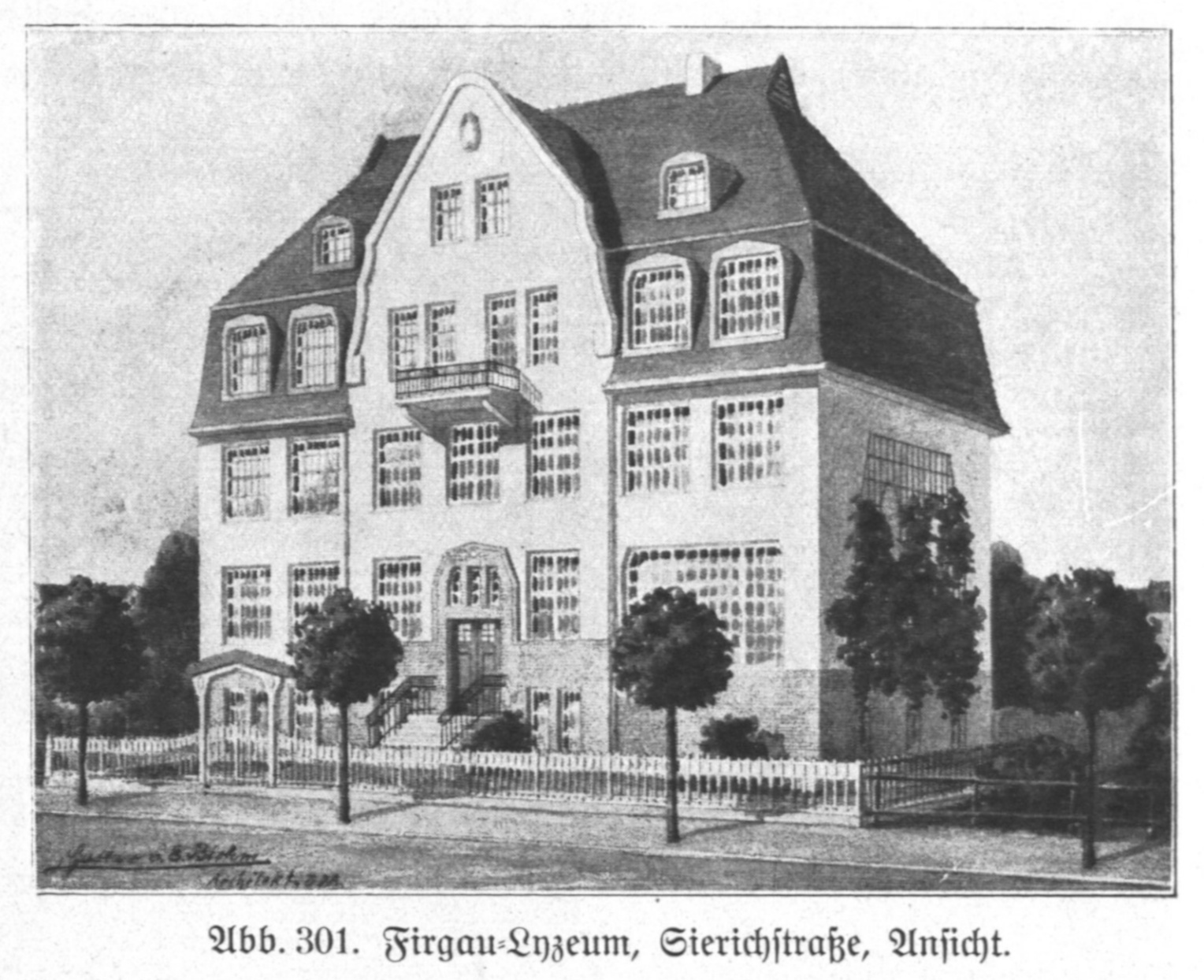
Firgau-Lyzeum (zeitgenössische Abbildung)
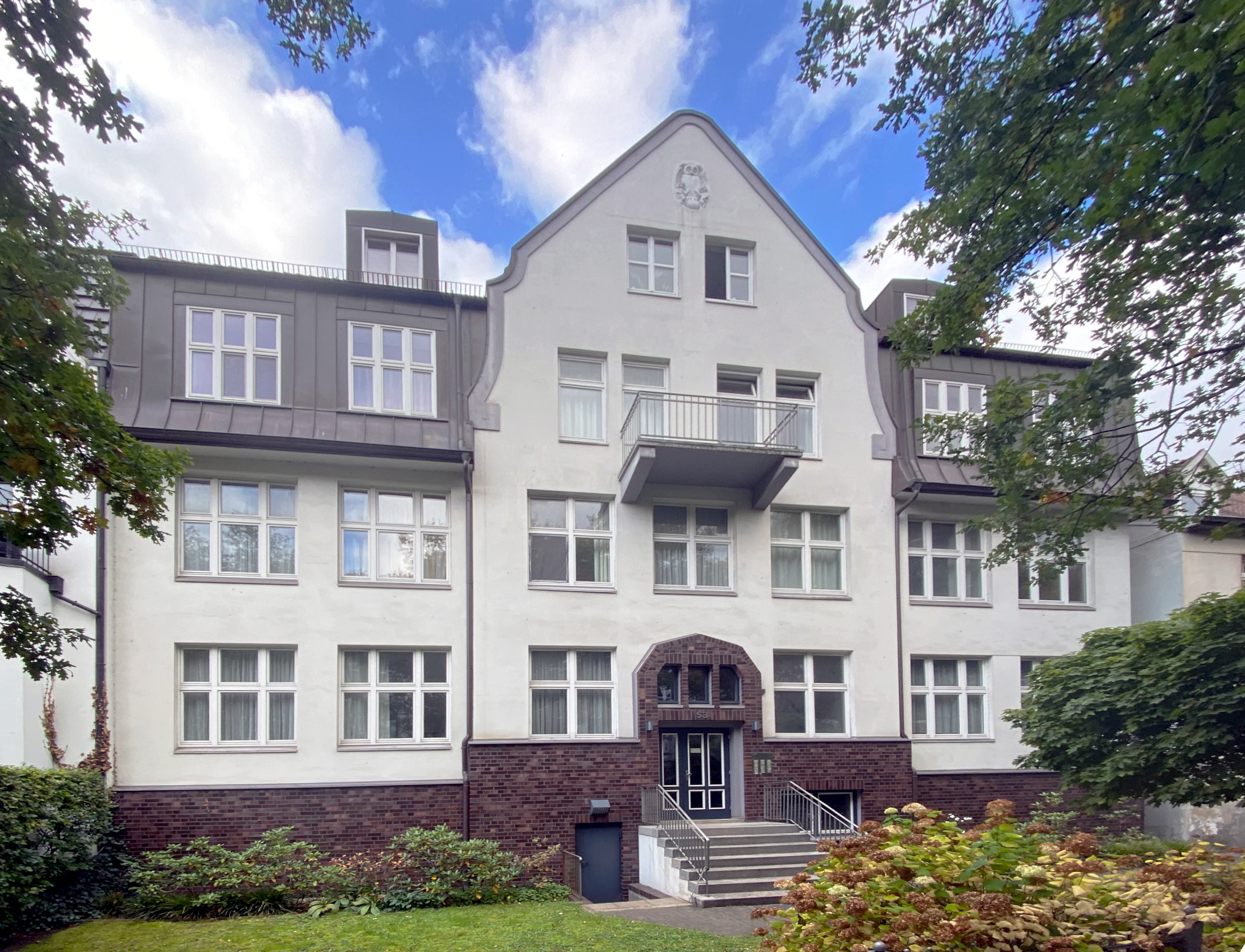
Firgau-Lyzeum (2020)
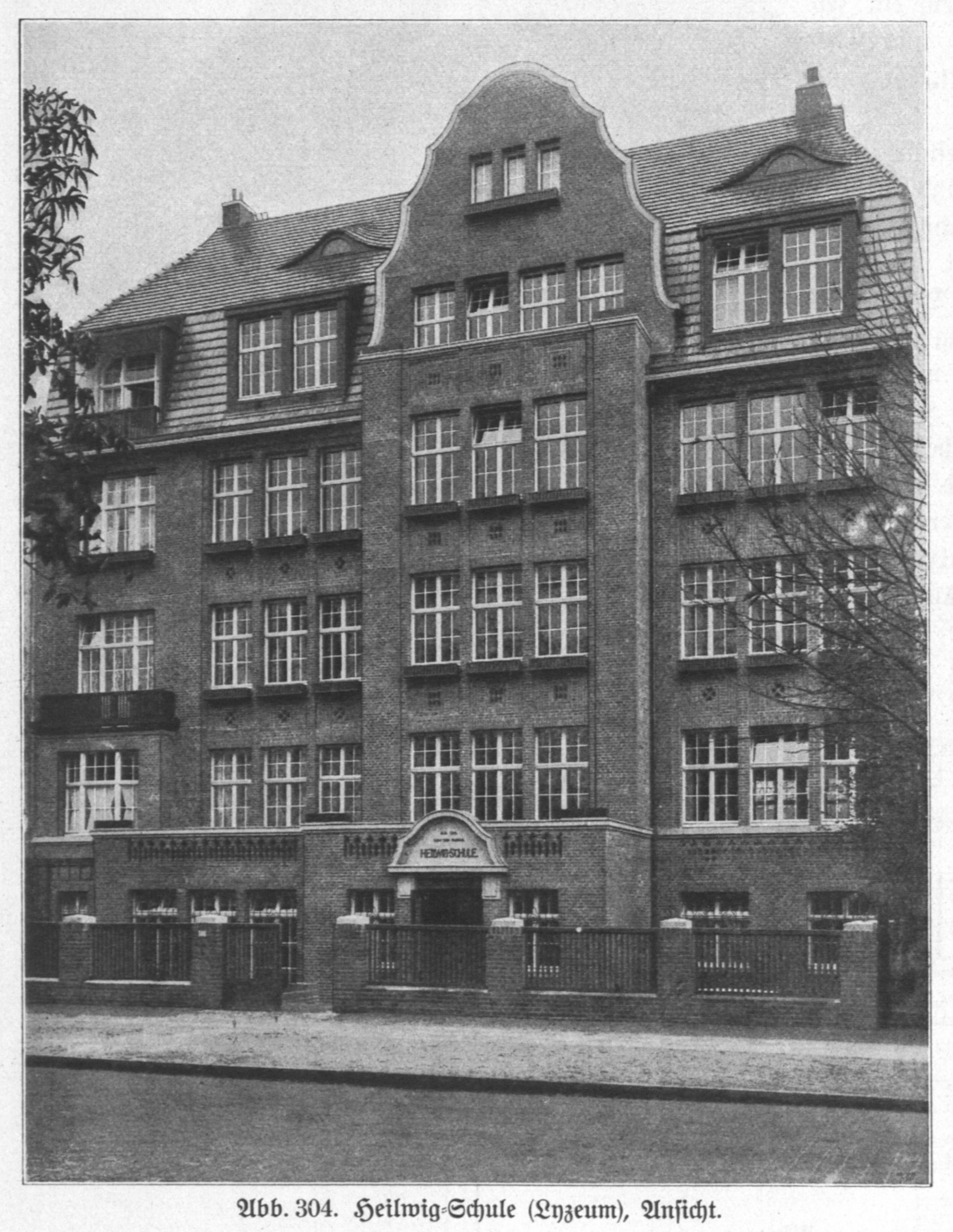
Heilwig-Schule (zeitgenössische Abbildung)
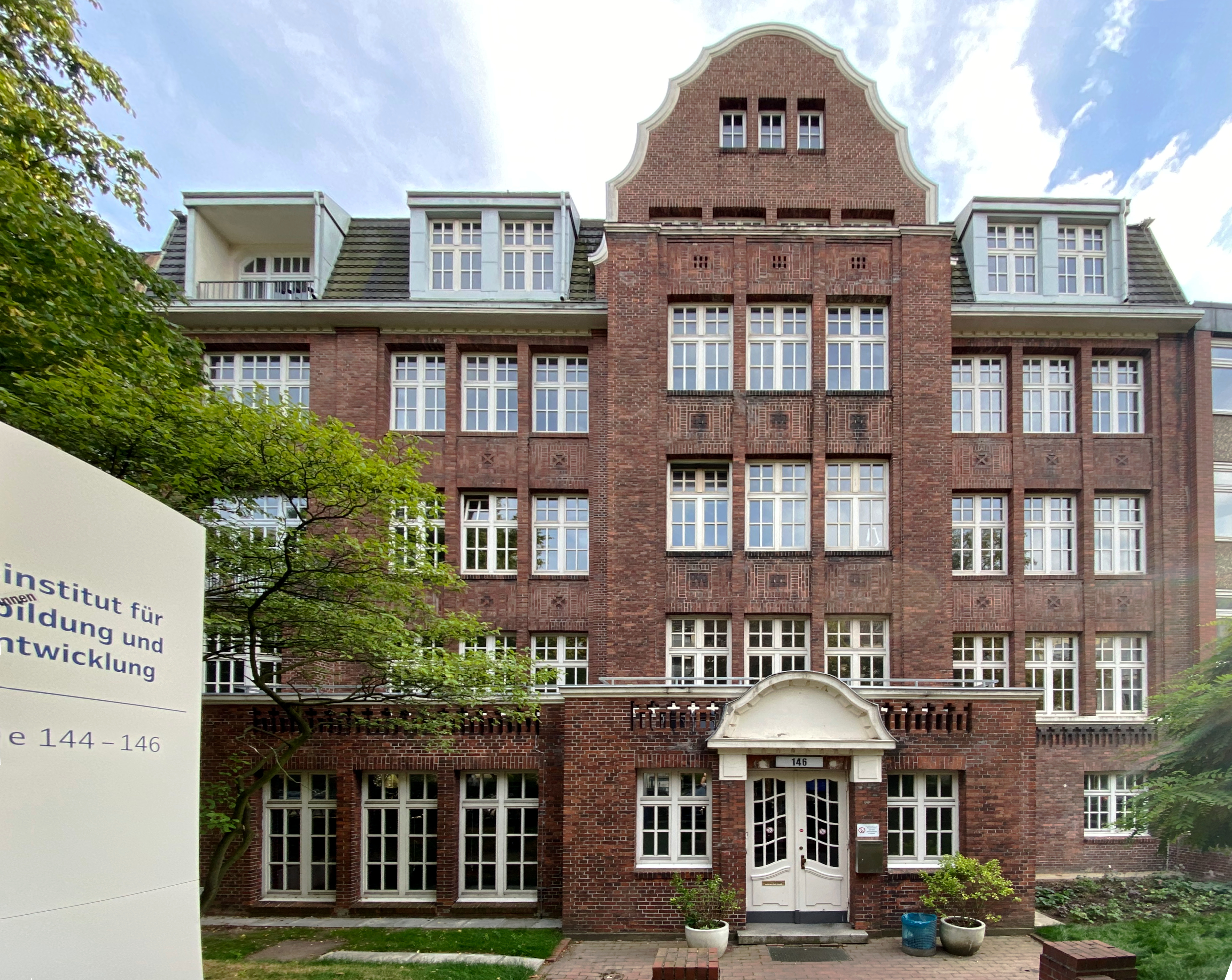
Heilwig-Schule (2020)

### Schriften
Blohm verfasste den Band Das Zimmererhandwerk, der 1913 im Verlag J. J. Arndt in Leipzig erschien. Er schrieb außerdem mindestens zwei Kapitel für das Werk Hamburg und seine Bauten, das 1914 vom Architekten- und Ingenieurverein Hamburg im Verlag Boysen & Maasch herausgegeben wurde.